# Marché de brutes
Pour plus de détails, voir Fiche technique et Distribution.
Marché de brutes (Raw Deal) est un film américain réalisé par Anthony Mann, sorti en 1948 au cinéma.

## Synopsis
Joe Sullivan brûle d'envie de sortir de prison. Il est là parce qu'il a participé à un crime avec un partenaire, Rick Coyle, mais seul Joe a été condamné.
Il décide de s'adresser à son ex-partenaire Coyle, un truand qui lui doit sa part du butin de leur crime, soit 50 000 $. Rick accepte d'aider Joe à s'évader. Mais c'est un piège et il a arrangé son évasion pour que Sullivan soit abattu par la police. Pourtant, avec l'aide de Pat Cameron, follement amoureuse de lui, et celle, involontaire, dans un premier temps, d'Ann Martin, l'assistante sociale juridique, qui tentait de le faire libérer de manière légale, Joe parvient à aller plus loin que Rick ne le supposait.
Un rien sadique, le truand décide de prendre Martin en otage pour forcer Joe à se montrer et le faire tuer par ses hommes.
Les deux hommes y laisseront leur vie.

## Fiche technique
- Titre original : Raw Deal
- Titre français : Marché de brutes
- Réalisation : Anthony Mann
- Scénario : Leopold Atlas, John C. Higgins
- Direction artistique : Edward L. Ilou
- Décors : Armor Marlowe, Clarence Steensen (décorateur de plateau)
- Costumes : Frances Ehren (costume superviseur)
- Maquillage : Ted Larsen, Ern Westmore
- Photographie : John Alton (directeur de la photographie)
- Son : Leon Becker, Earl Sitar
- Montage : Alfred DeGaetano
- Musique : Paul Sawtell
- Production : Edward Small (non crédité)
- Société de production : Edward Small Productions
- Sociétés de distribution :  Eagle-Lion Films ;  Gaumont-Eagle Lion
- Pays de production :  États-Unis
- Langue originale : anglais
- Format : noir et blanc – 35 mm – 1,37:1 – mono (Western Electric Recording)
- Genre : film noir
- Durée : 79 minutes
- Dates de sortie : 
  - États-Unis : 26 mai 1948
  - France : 16 novembre 1949

## Distribution
- Dennis O'Keefe : Joseph Emmett Sullivan
- Claire Trevor : Pat Cameron
- Marsha Hunt : Ann Martin
- John Ireland : Fantail
- Raymond Burr : Rick Coyle
- Curt Conway : Spider
- Chili Williams : Marcy
- Regis Toomey : Capitaine Fields
- Whit Bissell : Meurtrier
- Cliff Clark : Gates

Acteurs non crédités :
- Tom Fadden : Grimshaw
- Richard Irving : Brock